# Guerra judicial
La guerra judicial o lawfare és una forma de guerra asimètrica que consisteix en utilitzar el sistema legal contra un enemic, perjudicant-lo, deslegitimant-lo, fent-li perdre temps i diners, o per a obtenir una victòria en les relacions públiques.
La guerra judicial pot implicar que la llei d'un Estat es giri contra els seus propis funcionaris, però més recentment l'han relacionada amb la difusió de la jurisdicció universal.

## Definició
El neologisme lawfare fou definit per John Carlson i Neville Thomas Yeomans en 1975 i estudiat per Charles J. Dunlap Jr., de la facultat de dret de la Universitat Duke per al Carr Center for Human Rights Policy de la Universitat Harvard en 2001.

## Controvèrsies

### Espanya
El partit Podemos ha vist com nombroses informacions falses i causes judicials s'obrien en contra seu per soscavar la seva imatge, com l'informe PISA, el cas Neurona, el cas mainadera, el finançament de Veneçuela o d'Iran, la caixa B, el cas de Dina Bousselham, la financiació de la seu, el cas de Victoria Rosell, l'assistent de Pablo Echenique, la declaració d'hisenda de Juan Carlos Monedero, les inexistents agressions a policies d'Isabel Serra o Alberto Rodríguez, i en la majoria dels casos van quedar arxivats després d'haver acabat amb la carrera política dels acusats.
El 24 d'abril de 2024 el president del govern espanyol Pedro Sánchez Pérez-Castejón va decidir cancel·lar la seva agenda per estudiar la renúncia al càrrec per la guerra judicial contra la seva dona Begoña Gómez per una denúncia de Manos Limpias.

### País Valencià
Mónica Oltra Jarque va deixar els seus càrrecs institucionals i el seu escó en 2022 en ser imputada per un suposat cas de negligències de la seva conselleria en una causa finalment arxivada en 2024 en no trobar-se indicis de delicte.

### Catalunya
Els advocats de Carles Puigdemont i Oriol Junqueras han denunciat que els processos judicials dels seus defensats tenen motivació política, i han denunciat l'ús de la judicatura per a castigar veus dissidents. També se n'ha considerat el Cas Laura Borràs i el procés contra Gonzalo Boye Tuset. L'expresident del Futbol Club Barcelona Sandro Rosell va resultar absolt després de passar gairebé dos anys en presó preventiva en el marc de la persecució a dirigents independentistes catalans. Tot i haver-se sol·licitat, la guerra judicial no va quedar inclosa en la Llei d'amnistia del procés independentista català.

### Argentina
Cristina Fernández va manifestar que els processos sobre corrupció contra membres de les seves administracions son el resultat de lawfare per la persecució del govern de Mauricio Macri servint-se de l'ús indiscriminat de la presó preventiva.

### Brasil
Valeska Teixeira, l'advocat de Lula da Silva ha denunciat la judicialització de la política i que els processos judicials contra el seus defensats tenen motivació política, amb l'ús de la judicatura per a castigar veus dissidents.

### Equador
Christophe Marchand, l'advocat de Rafael Correa ha denunciat la judicialització de la política i que els processos judicials contra el seus defensats tenen motivació política, amb l'ús de la judicatura per a castigar veus dissidents.

### Hondures
L'expresident d'Hondures, Manuel Zelaya ha criticat la guerra jurídica contra ell per a expulsar-lo del poder.

### Perú
L'expresident del Perú Ollanta Humala ha criticat la guerra jurídica contra ell per a expulsar-lo del poder.